# Stereopsis cartilaginea
Stereopsis cartilaginea är en svampart som först beskrevs av George Edward Massee, och fick sitt nu gällande namn av D.A. Reid 1965. Stereopsis cartilaginea ingår i släktet Stereopsis och familjen Meruliaceae.   Inga underarter finns listade i Catalogue of Life.